# Nagy Homokdűnék Nemzeti Park
A Nagy Homokdűnék Nemzeti Park az Amerikai Egyesült Államokban van, Colorado állam területén. A park 91 négyzetkilométeren terül el, a legmagasabb dűne 229 m. A terület kora 12 000 év.

## Története
A Nagy Homokdűnék Nemzeti Parkot (Great Sand Dunes National Park) 2004. szeptember 13-án alapították.

## Domborzata, és természet földrajza
A szél formálta dombok hirtelen emelkednek ki több mint 213 méter magasra a San-Luis-völgy aljáról a Rio Grande és a Sange de Cristo-hegység között. Ezek az Egyesült Államok legmagasabb dűnéi, 90 négyzetkilométert fednek le.
A tudósok úgy vélik, hogy a dűneképződés a pleisztocénben kezdődött, amikor a hegyvidéki völgyekben gleccserek alakultak ki, jeget és kőzetet zúdítva a San-Luis-völgybe. Tizenkétezer éve a gleccserek megolvadtak, folyókat és patakokat hozva létre, amelyek a völgybe további nagy mennyiségű iszapot, kavicsot és homokot hordtak. A délnyugat Music-, Medano- és Mosca-hágó felől fújó szelek a homokot a völgy keleti szélére szállították. A völgy keleti oldalán lévő Sange de Cristo-hegység gátként működött, arra kényszerítve a szeleket, hogy megszabaduljanak a páratartalmuktól és egyéb terhüktől. Ennek következtében a dűnéket fokozatosan növeli a szél. A legtöbb homokdűnével ellentétben ezek megtartják az alakjukat, mivel felületük alatt nedvesek és tömörek. Ennek oka, hogy egyfajta szivacsként működnek: fölszívják a vizet a magas talajvízből és a közeli csermelyekből.

## Állatvilága
A park területén él jávorszarvas, prérifarkas, puma, fekete medve, öszvérszarvas,  vapiti, villásszarvú antilop.

## Képgaléria

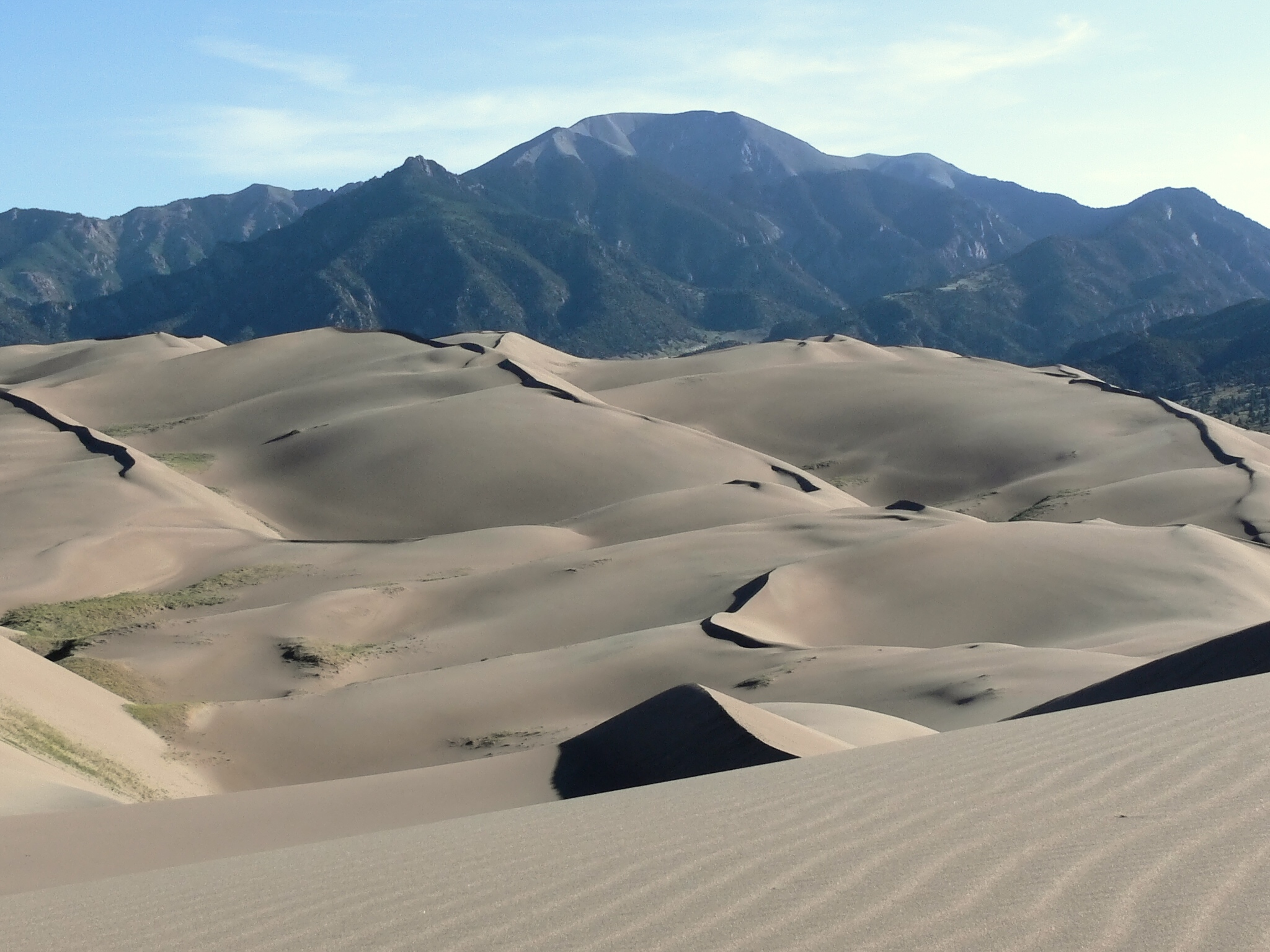
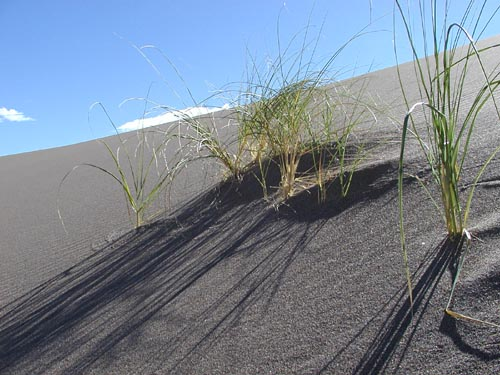
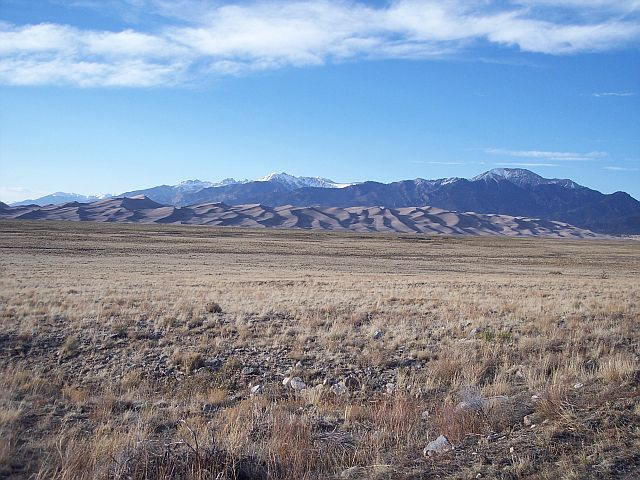
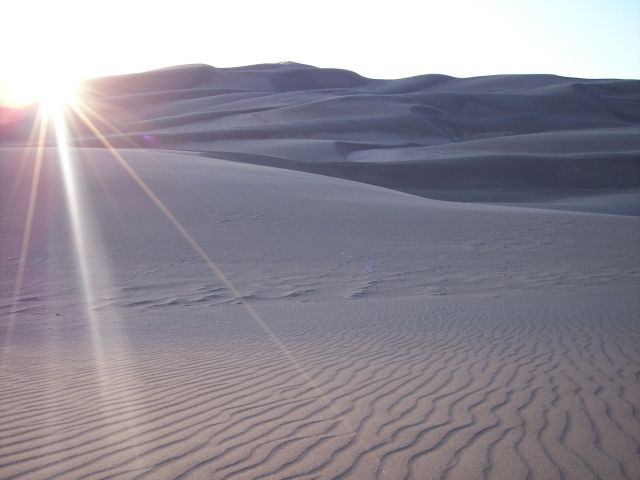

## Turizmus
A dűnékben a homok felszíne nyáron forró (több mint 37 °C). A legmagasabb dűnét könnyű elérni, csupán 800 méterre van a peremtől. A dűnék egyik különleges látványossága a Medano Creek, a Sangre de Cristo-hegységből jövő kicsi, hó táplálta patak, amely tavasszal a dűnék keleti határa mentén folyik. Több száz méteren egy homoknyúlványon, kiszámíthatatlan módon csobog át a patak. Az egyik helyen több mint 30 cm-es vízként folyik át, majd hirtelen eltűnik a homokban és több méter távolságban újra felbukkan.